# Peristedion investigatoris
Peristedion investigatoris és una espècie de peix pertanyent a la família dels peristèdids.

## Descripció
- Fa 23 cm de llargària màxima.[5][6]

## Hàbitat
És un peix marí i batidemersal que viu entre 550 i 658 m de fondària.

## Distribució geogràfica
Es troba a Durban (Sud-àfrica), Travancore (l'Índia), el mar d'Andaman i el Pacífic occidental central.

## Observacions
És inofensiu per als humans.